# Tokamak
Tokamak je mašina za proizvodnju toroidalnog magnetskog polja za razgraničenje plazme. To je jedan od najviše istraživanih kandidata za proizvodnju kontrolisane termonuklearne fuzijske energije. U novije se vreme uređaji ovakvog tipa nazivaju zajedničkim imenom fuzijski reaktori.
Pojam tokamak je transliteracija ruske reči токамак koja je sama po sebi skraćenica od ruskih reči: „тороидальная камера с магнитными катушками” – toroidalna komora s magnetizovanim zavojnicama . Alternativna, verovatno starija, skraćenica postoji, značenja toroidalna komora sa aksijalnim magnetskim poljem (toroidal'naya kamera s polem aksial'nym magnitnym). Izumljen je 1950-ih od strane sovjetskih fizičara Igora Jevgenjeviča Tama i Andreja Dmitrijeviča Saharova (koji je bio inspiriran originalnom idejom Olega Lavrentevog).
Tokamak se odlikuje azimutnom (rotacijskom) simetrijom i upotrebom plazme koja prenosi električnu struju za generiranje spiralne komponente magnetskog polja potrebne za stabilnu ravnotežu. To se može uporediti s drugim fuzionim reaktorom, stelaratorom, koji ima diskretnu rotacionu simetriju i u kojoj se magnetska polja proizvode pomoću spoljašnjih navoja u kojima se stvara zanemariva električna struja koja teče kroz plazmu.

## Istorija
Iako je istraživanje nuklearne fuzije započelo ubrzo nakon Drugog svetskog rata, programi su prvobitno bili tajni. Tek su na konferenciji Ujedinjenih naroda 1955. (Međunarodnoj konferenciji o mirnodopskim upotrebama atomske energije u Ženevi) ti programi bili otkriveni i međunarodna naučna saradnja je mogla da započne.
Eksperimentalna istraživanja tokamaka započela je 1956. grupa sovjetskih naučnika na čelu sa Levom Arcimovičom na Kurčatovskom institutu u Moskvi. Ta grupa naučnika je konstruirala prve tokamake, najuspešnija verzija od kojih je bio verzija T-3, a najveća je bila verzija T-4. T-4 je bila testirana u 1968. u Novosibirsku.
Godine 1968, na trećem IAEA u Novosibirsku, ruski naučnici su objavili da su postigli temperature elektrona od preko 1000 eV u tokamaku. To je iznenadilo britanske i američke naučnike koji su bili daleko od postizanja takvih performansi. Oni su ostali sumnjičavi dok nekoliko godina kasnije nisu bili sprovedeni novi testovi, potvrđujući ispravnost merenja temperature.

## Torusni dizajn
Joni i elektroni u centru fuzijske plazme su na vrlo visokim temperaturama te imaju srazmerno velike brzine. U cilju održavanja procesa fuzije, čestice iz vruće plazme moraju biti zadržane u središnjem delu, ili se plazma brzo ohladi. Fuzijski reaktori iskorištavaju činjenicu da na naelektrisane čestice u magnetnom polju deluje Lorencova sila.
Rani fuzioni reaktori bili su zasnovani na varijanti Z-pinča, i koristili su električnu struju za generisanje poloidalnog magnetnog polja koje bi plazmu zadržalo uz linearnu osu između dve tačke. Istraživači su otkrili da su plazme zatvorene u torusnom obliku (vidi sliku, gornji crtež), u kojima magnetne linije sila teku paralelno u odnosu na osu torusa, sklone nestabilnosti. Dizajni tokamaka i stelaratora kombinuju poloidalna polja (crtež u sredini pokazuje poloidalno polje) s torusnim poljima za stabilisanje plazme, čineći potpomognutu fuziju izvodivom. Paralelni protok čestica (ali ne i okomit) na magnetsko polje, u torusno-poloidalnom magnetnom polju, uvija se u spiralni put duž torusne ose (vidi sliku; donji crtež).

## Zagrevanje plazme
U operativnom fuzionom reaktoru, deo energije koji se generiše će služiti za održavanje temperature plazme dok se novi deuterijum i tricijum uvode. Međutim, kod pokretanja reaktora, bilo iz početka ili nakon privremenog isključivanja, plazma se mora zagrejati na svoju radnu temperaturu veću od 10 keV (preko 100 miliona stepeni Celzijusa). U postojećim tokamacima, magnetska fuzija ne proizvodi dovoljno energije za održavanje temperature plazme.

### Omsko zagrevanje
Budući da je plazma električni provodnik, moguće je zagrejati plazmu indukovanjem struje u njoj. Indukovana struja koja zagreva plazmu obično stvara poloidalno polje. Struja se indukuje sporim povećanjem jačine struje koja protiče kroz elektromagnetski namotaj povezan s plazmom: plazma se može posmatrati kao sekundarni namotaj transformatora. To je inherentni ritmični proces, jer postoji ograničenje jačine struje koja može proći kroz primarni namotaj. Tokamaci stoga moraju raditi u kratkim periodima ili se oslanjaju na druge načine grejanja i provođenja struje. Grejanje uzrokovano indukovanom strujom zove se omsko (ili otporno) grejanje, to je ista vrsta grejanja koja se javlja u električnoj sijalici ili električnom grejaču. Generisane toplote zavise oa otpora plazme i struje. Kako temperatura zagrejane plazme raste, otpor se smanjuje i omsko grejanje postaje sve manje delotvorno. Smatra se da je maksimalna temperatura plazme ostvariva omskim grejanjem u tokamaku oko 20-30 miliona stupnjeva Celzijusa. Da bi se postigle još više temperature, moraju se koristiti metode dodatnog grejanja.

### Injektiranje neutralnog snopa
Injektiranje neutralnog snopa uključuje uvođenje atoma visoke energije (velikom brzinom) na omsko grejanu, magnetski zatvorenu plazmu. Atomi su jonizovani dok prolaze kroz plazme te bivaju zarobljeni od strane magnetskog polja. Visoko energetski joni tada prenose deo svoje energije na čestice plazme neprestanim sudarima s njima, povećavajući tako temperaturu plazme.

### Magnetska kompresija
Gas može biti zagrejan kompresijom. Na isti način, temperatura plazme se povećava ako je brzo komprimovana pojačanjem magnetnog polja. U ovom sistemu tokamaka kompresija se postiže jednostavnim pomicanjem plazme u područje jakog magnetskog polja (tj., radijalno prema unutra). Budući da kompresija plazme zbližava jone, proces ima dodatnu korist od olakšanog postizanja potrebne gustine za fuzijske reaktore.

### Radiofrekvencijsko zagrevanje
Visokofrekventni elektromagnetski talasi se generišu pomoću oscilatora izvan torusa. Ako elektromagnetski talasi imaju ispravne frekvencije (ili talasnu dužinu) i polarizaciju, njihova energija može biti prenesena na naelektrisane čestice u plazmi, koje se opet sudaraju s drugim česticama plazme, čime se povećava temperatura plazme.

## Hlađenje tokamaka
Tokamak sadrži reaktivnu plazmu koja se spiralno omotava oko reaktora. Budući da je potreban veliki broj reakcija u sekundi da bi bila održana reakcija u tokamaku, neutroni visoke energije se oslobađaju brzo u većim količinama. Ti neutroni više nisu toridalnim magnetima zadržani u toku plazme te mogu nastaviti sve dok se ne zaustave na zidu tokamaka. To je velika prednost tokamak reaktora, jer su to neutroni vrlo visoke energije; oslobođeni neutroni pružaju jednostavan način odvođenja toplote iz protoka plazme. Unutrašnji zid tokamaka se mora hladiti, jer su ti neutroni na vrlo visokim temperaturama te bi mogli da rastope zid reaktora. Kriogeni sistem se koristi za hlađenje magneta i unutarnjeg zida reaktora. Uglavnom se za hlađenje koriste tečni helijum i tečni azot. Keramičke ploče posebno dizajnirane kako bi mogle da podnesu visoke temperature, takođe su postavljene s unutarnje strane zida reaktora kako bi zaštitile magnet i reaktor.

## Eksperimentalni tokamaci

### Trenutno u upotrebi
(u hronološkom redu od početka operacije)
- 1960-te: TM1-MH (od 1977 kao Kastor; od 2007 kao Golem[6]) u Pragu, Češka. U operaciji u Kurčatov institutu od ranih 1960-tih ali je preimenova u Kastor 1977 godine i premešten u IPP CAS,[7] Prag. Godine 2007 premešten u FNSPE, Češki tehnički univerzitet u Pragu i preimenovan u Golem.[8]
- 1975: T-10, u Kurčatov institut, Moskva, Rusija (bivši Sovjetski Savez), 2 MW, u upotrebi od 1975.
- 1978: , u Jilih, Nemačka, u upotrebi od 1978.
- 1983: Zajednički evropski torus (JET), u Kulamu, Ujedinjeno Kraljevstvo; 16
- 1985: JT-60, u Naka, Ibaraki prefektura, Japan
- 1986: ,[9] u San Dijegu, SAD; njim upravlja Dženeral Atomiks od kasnih 1980-tih
- 1987: , Univerzitet u Saskačevanu, Kanada; u upotrebi od 1987: prvo predstavljanje naizmenične struje u tokamaku.
- 1988: Tore Supra,[10] u HUP, Kadaraš, Francuska
- 1989: Aditja, u Institut za istraživanje plazme (Institute for Plasma Research, IPR) u Gujaratu, Indija, u upotrebi od 1989.
- 1989: ,[7] Prag, Češka; u funkciji od 2008, ranije radio od 1989 do 1999 u Kulamu, Ujedinjeno Kraljevstvo
- 1990: ,[11] u Fraskatiju, Italija
- 1991: ,[12] u Institutu za plazmu i nuklearnu fuziju, Lisabon, Portugalija;
- 1991: ASDEX poboljšanje, u Garčingu, Nemačka
- 1992:  (H-1 Nacionalno istraživačko postrojenje fuzije plazme)[13] bazirano na H-1 helijumskom uređaju koji je izgradila grupa za fiziku plazme Australijskog nacionalnog univerziteta i koje je u upotrebi od 1992. godine
- 1992:  pri EPFL, Švajcarska
- 1994: , u Univerzitetu u San Paolu, San Paolo, Brazil; ovaj tokamak je prenet iz Švajcarskog centra za plazmu u Švajcarskoj
- 1995: , u Hefej, u Institutu fizike plazme, Kina
- 1996: Pegasus toroidalni eksperiment[14] u Univerzitetu u Viskonsinu - Madison; u funkciji od kasnih 1990-tih
- 1999:  u Prinstonu (Nju Džerzi)
- 1999: Globus-M u Ioffe institutu, Sankt Peterburg, Rusija
- 2002: , u Čengdu, Kina
- 2006:  (HT-7U), u Hefeju, u Hefejskim institutima fizičkih nauka, Kina (ITER član)
- 2008: , u Daejon, Južna Koreja (ITER član)
- 2010: |, u Naki, Japan (ITER member); nadograđen od JT-60.
- 2012: , u Kartagu, i Tehničkom institutu Kostarike
- 2012: -1, u Gandinagaru, u Institutu za istraživanje plazme, Indija (ITER član)
- 2012: , Islamski Azad univerzitet, Iran[15]
- 2015:  u Tokamak energiji Ltd u Kulamu, Ujedinjeno Kraljevstvo
- 2018:  u Tokamak energiji Ltd u Kulamu, Ujedinjeno Kraljevstvo

### Planirano
- ITER, u Francuskoj; 500 MW, prva plazma očekuje se 2025.[16]
- DEMO, 2000 MW, kontinuirana operacija, povezan na naponsku mrežu. Planirani naslednik ITER-a; konstrukcija će početi 2024 prema preliminarnom rasporedu.
- CFETR, takođe poznat kao Kineski test reaktor fuzionog inženjerstva; 200 MW; Sledeća generacija kineskog fuzionog reaktora je novi tokamak uređaj.[17][18][19][20]
- u Južnoj Koreji; 2200-3000 MW sa neto električnom produkcijom reda veličine 500 MW je planiran; konstrukcija se planira do 2037.[21]

## Literatura
- Braams, C.M. & Stott, P.E. (2002). Nuclear Fusion: Half a Century of Magnetic Confinement Research. Institute of Physics Publishing. ISBN 978-0-7503-0705-5.
- Bromberg, Joan Lisa (1982). Fusion: Science, Politics, and the Invention of a New Energy Source. MIT Press. ISBN 978-0-262-02180-7.
- Dolan, Thomas J. (1982). Fusion Research, Volume 1 - Principles. Pergamon Press. LCC QC791.D64.
- Herman, Robin (1990). Fusion: the search for endless energy. Cambridge University Press. ISBN 978-0-521-38373-8.
- Kadomtsev, B. (1966). „Hydrodynamic Stability of a Plasma” (PDF). Reviews of Plasma Physics. стр. 153—199.
- Kenward, Michael (24. 5. 1979b). „Fusion Research – the temperature rises”. New Scientist. св. 82 бр. 1156. стр. 627.
- McCracken, Garry; Stott, Peter (2012). Fusion: The Energy of the Universe. Academic Press. ISBN 978-0-12-384657-0.
- Nishikawa, K. & Wakatani, M. (2000). Plasma Physics. Springer-Verlag. ISBN 978-3-540-65285-4.
- Raeder, J.;  . (1986). Controlled Nuclear Fusion. John Wiley & Sons. ISBN 978-0-471-10312-7.
- Shafranov, Vitaly (2001). „On the history of the research into controlled thermonuclear fusion” (PDF). Journal of the Russian Academy of Sciences. 44 (8): 835—865.
- Smirnov, Vladimir (30. 12. 2009). „Tokamak foundation in USSR/Russia 1950–1990” (PDF). Nuclear Fusion. 50 (1): 1—8. Bibcode:2010NucFu..50a4003S. CiteSeerX 10.1.1.361.8023 . doi:10.1088/0029-5515/50/1/014003.
- Wesson, John;  . (2004). Tokamaks. Oxford University Press. ISBN 978-0-19-850922-6.
- Wesson, John (novembar 1999). The Science of JET (PDF). JET Joint Undertaking. Архивирано из оригинала (PDF) 22. 12. 2018. г. Приступљено 04. 01. 2019.
- Ратко Јанев, Контролисана термонуклеарна фузија, Свеске Физичких Наука, Институт за физику, Београд, 1989.

## Spoljašnje veze
- SSTC-2 на веб-сајту
- SSTC-3 на веб-сајту
- Frass, A. P. (1973). „Engineering Problems In The Design Of Controlled Thermonuclear Reactors” (PDF). Oak Ridge National Laboratory. Приступљено 30. 9. 2013.